# Pride Bushido 6
Pride Bushido 6 foi um evento de artes marciais mistas promovido pelo Pride Fighting Championships, ocorrido em 3 de abril de 2005 no Yokohama Arena em Yokohama, Japão.